# Srečen za umret
Srečen za umret je slovenska komična drama iz leta 2013. Napisal in režiral jo je Matevž Luzar, za katerega je to celovečerni prvenec.
S podobno tematiko se je Luzar ukvarjal že v svojih kratkih filmih Vučko in Prezgodaj dva metra spodaj. V filmu se v svojem zadnjem nastopu pojavi Polde Bibič.

### Zgodba
Upokojeni učitelj glasbe, čemerni 76-letni vdovec Ivan, si kupi parcelo za grob, zloži svoje stvari v škatle in gre s pomočja sina, ki je že poročen, v dom za ostarele. Na računalniškem tečaju se zaljubi v upokojenko Melito.

### Financiranje
Delovni naslov filma je bil Ivan. Projekt je stal 1.484.159 evrov. Slovenski filmski center je prispeval 724.983 evrov, Hrvaški avdiovizualni center pa 750.000 kn (pribl. 101.557 evrov).

## Sprejem pri gledalcih in kritikih

### Kritiki
Marcel Štefančič jr. je dal filmu oceno »proti«. Zmotilo ga je, da je Slovenski filmski center po Nočnih ladjah (2012), hrvaškem filmu o upokojenski ljubezni, zopet sofinanciral podobno zgodbo, čeprav je imel na izbiro boljše in urgentne. V liku Ivana ni prepoznal učitelja glasbe, zdelo se mu je, da je upokojen že vse življenje. Označil ga je za brezvezneža in dolgočasneža, ki si ne zasluži lastnega filma.
Ženja Leiler je zapisala, da se film izogne pretirani temačnosti in sentimentalnosti. Razumela ga je kot poklon starejši igralski generaciji. Liki in pripetljaji so se ji včasih zazdeli preveč karikirani.

### Obisk v kinu
Videlo ga je 13.105 gledalcev.

## Zasedba
- Evgen Car: upokojenec Ivan
- Milena Zupančič: upokojenka Melita
- Vladimir Vlaškalić: Marko
- Ivo Ban: Vinko
- Janja Majzelj: Polona

- Juta Kremžar: Brina

- Dare Valič: Jože

- Ivo Barišič: Viktor

- Dušan Jovanović: Tone

- Jette Ostan Vejrup: medicinska sestra Dragica

## Ekipa
- scenarij in režija: Matevž Luzar
- producent: Diego Zanco
- izvršni producenti: Gregor Vesel, Tina Fras, Diego Zanco, Matjaž Požlep in Maruša Lužnik
- fotografija: Simon Tanšek
- glasba: Drago Ivanuša
- montaža: Miloš Kalusek
- scenografija: Katja Šoltes
- kostumografija: Pia Šinigoj Premzl
- maska: Mojca Gorogranc Petrushevska
- kolorist: Jure Teržan

## Nagrade

### 15. Festival slovenskega filma 2012
- nagrada občinstva za najboljši film
- vesna za najboljši scenarij
- vesna za najboljšo fotografijo
- vesna za najboljšo scenografijo
- vesna za najboljšo kostumografijo
- vesna za najboljši ton